# Стреличарство на Летњим олимпијским играма 2024.
Стреличарска такмичења на Играма 2024. у Паризу ће се одржати између 25. јула и 4. августа 2024. на теренима код Палате инвалида. Укупно је одржано пет дисциплина (мушки и женски синглови, екипна надметања и мешовити парови).
И у мушкој и у женској екипној конкуренцији злато је освојила Јужна Кореја. То је женској екипи била десета златна медаља из исто толико наступа, док је мушка екипа освојила седму златну медаљу (трећу узастопну).
 Своју доминацију на олимпијским играма потрдили су одвајањем злата у мешовитим паровима, златом и сребром у појединачној женској конкуренцији и златом и бронзом у појединачној мушкој конкуренцији.

## Формат такмичења
Укупно 128 такмичара (64 мушкарца и 64 жене) се борило за 5 комплета медаља: појединачно у мушкој и женској категорији, екипно у обе категорије и мештовито које је уведено од прошлих олимпијских игара. Такмичења се одвијало у складу са правилима Светске стреличарске федерације (ФИТА). Мете пречника 1,22 метра се налазе на удаљености од 70 m од такмичара. Погодак у центар мете вреднује се са 10 поена, а са удаљавањем од истог опада и број поена (0 поена у случају промашене мете).
У појединачној конкуренцији такмичило се по 64 стреличара у обе конкуренције. Сваки стреличар у основној рунди имао на располагању 72 стреле (6 серија са по 12 стрела). На основу постигнутих резултата у основној рунди одређивали су се носиоци за елиминације које су следиле.
У екипној конкуренцији сваки тим имао је по 3 стреличара (то могу бити и учесници појединачних борби). На основу резултата из основне рунде формирао се се пласман тимова. Четири најбоље рангиране екипе обезбеђивале су директан пласман у четвртфиналне групе, док се преосталих 8 екипа (рангиране од 5. до 12. места) борило за преостала 4 места у четвртфиналу.

## Освајачи медаља

### Мушкарци
| Дисциплина  | Злато                                         | Сребро                                                   | Бронза                                                 |
| ----------- | --------------------------------------------- | -------------------------------------------------------- | ------------------------------------------------------ |
| Појединачно | Ким Уђин                                      | Брејди Елисон                                            | Ли Усок                                                |
| Екипно      | Јужна Кореја · Ким Уђин · Ким Ђедок · Ли Усок | Француска · Батист Адис · Томас Широ · Жан-Чарлс Валадон | Турска · Мете Газоз · Берким Тумер · Абдулах Јилдирмиш |

### Жене
| Дисциплина  | Злато                                              | Сребро                                     | Бронза                                                         |
| ----------- | -------------------------------------------------- | ------------------------------------------ | -------------------------------------------------------------- |
| Појединачно | Им Шихјен                                          | Нам Сухјен                                 | Лиса Барбелен                                                  |
| Екипно      | Јужна Кореја · Им Шихјен · Нам Сухјен · Цон Хунјон | Кина · Ан Ћихуан · Ли Ђаман · Јанг Сјаолеј | Мексико · Анхела Руис · Алехандра Валенсија · Ана Паула Васкез |

### Мешовито
| Дисциплина | Злато                               | Сребро                                  | Бронза                                           |
| ---------- | ----------------------------------- | --------------------------------------- | ------------------------------------------------ |
| Мешовито   | Јужна Кореја · Ким Уђин · Им Шихјен | Немачка · Флоријан Унрух · Мишел Кропен | Сједињене Државе · Брејди Елисон · Кејси Кауфолд |

## Биланс медаља
*   Домаћин ( Француска)
| Позиција   | Држава                    | Злато | Сребро | Бронза | Укупно |
| ---------- | ------------------------- | ----- | ------ | ------ | ------ |
| 1          | Јужна Кореја              | 5     | 1      | 1      | 7      |
| 2          | Сједињене Америчке Државе | 0     | 1      | 1      | 2      |
| 2          | Француска*                | 0     | 1      | 1      | 2      |
| 4          | Кина                      | 0     | 1      | 0      | 1      |
| 4          | Немачка                   | 0     | 1      | 0      | 1      |
| 6          | Турска                    | 0     | 0      | 1      | 1      |
| 6          | Мексико                   | 0     | 0      | 1      | 1      |
| Укупно (7) | Укупно (7)                | 5     | 5      | 5      | 15     |